# 5-cloro-1-pentino
El 5-cloro-1-pentino, llamado también 5-cloropent-1-ino y cloruro de 4-pentinilo, es un compuesto orgánico de fórmula molecular C5H7Cl. Es un cloroalquino lineal de cinco carbonos con un átomo de cloro unido a uno de los carbonos terminales y un triple enlace en el extremo opuesto de la cadena carbonada.

## Propiedades físicas y químicas
A temperatura ambiente, el 5-cloro-1-pentino es un líquido marrón inodoro. Tiene una densidad inferior a la del agua, ρ = 0,960 g/cm³, mientras que como vapor es 3,54 veces más denso que el aire.
Su punto de ebullición es 113 °C (68 °C a una presión de solo 145 mmHg) y su punto de fusión -46 °C, siendo este último valor estimado.
El valor del logaritmo de su coeficiente de reparto, logP = 1,85, indica que es más soluble en disolventes apolares que en disolventes polares.
En agua, su solubilidad es de 625 mg/L aproximadamente.
En cuanto a su reactividad, es incompatible con agentes oxidantes fuertes y con bases fuertes.

## Síntesis
El 5-cloro-1-pentino se prepara haciendo reaccionar, en un primera etapa, tropona en diclorometano con cloruro de oxalilo; posteriormente se añade 5-pentin-1-ol a 75 °C, alcanzándose un rendimiento del 82%.

## Usos
El 5-cloro-1-pentino se ha usado en la alquenilación de nitronas, dando lugar a hidroxilaminas N-propargílicas, y en reacciones de acoplamiento cruzado oxidativo con N,N,4-trimetilanilina.
También en la síntesis de 5-cloro-2-trimetilstanil-1-penteno, por reacción con Me3SnCu·Me2S, y en la de pirazoles con α-diazoésteres catalizada por cobre.
A partir de 5-cloro-1-pentino se puede preparar ciclopropilacetileno, reactivo en la síntesis de (S)-6-cloro-4- ciclopropiletinil-4-trifluorometil-1,4-dihidro-2H-3,1-benzoxazin-2-ona, inhibidor de la transcriptasa inversa del virus de inmunodeficiencia humana (VIH). Para ello se trata el 5-cloro-1-pentino con una base fuerte —como n-hexil-litio o n-butil-litio— y se forma el ciclopropilacetiluro, al que se le agrega un disolvente. La mezcla resultante se destila al vacío para reducir el volumen y luego se pone en contacto con un agente de enfriamiento, dando lugar al ciclopropilacetileno.
Este cloroalquino se ha empleado para fabricar nanopartículas de silicio PEGiladas solubles en agua.

## Precauciones
El 5-cloro-1-pentino es un compuesto muy inflamable cuyo punto de inflamabilidad es 15 °C. Al arder desprende productos tóxicos como monóxido de carbono y ácido clorhídrico. Sus vapores pueden formar mezclas explosivas con el aire. Por otra parte, el contacto con esta sustancia provoca irritación en piel y ojos.